# Clerodendrum ohwii
Clerodendrum ohwii là một loài thực vật có hoa trong họ Hoa môi. Loài này được Kaneh. & Hatus. mô tả khoa học đầu tiên năm 1937.